# Cercotrichas signata
Cercotrichas signata е вид птица от семейство Muscicapidae.

## Разпространение
Видът е разпространен в Мозамбик, Южна Африка и Свазиленд.